# Thomas Heaphy (Maler, 1775)

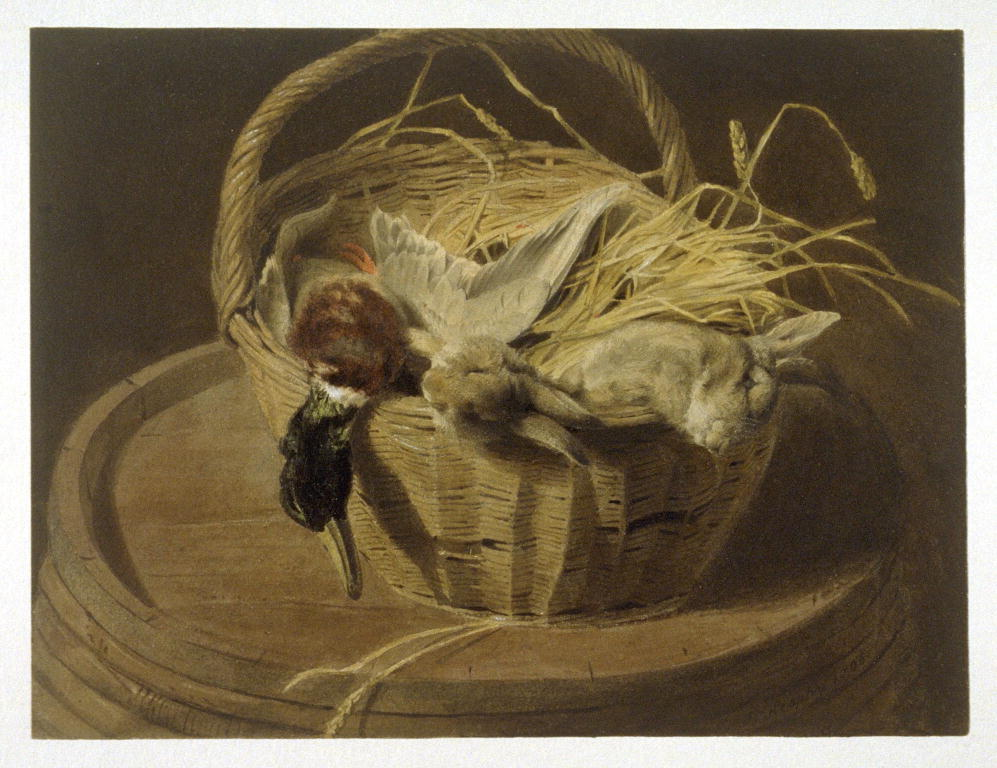
Stillleben mit Kaninchen und Stockente (1806) von Thomas Heaphy

Thomas Heaphy (* 29. Dezember 1775 in London, England; † 23. Oktober 1835 in London) war ein englischer Aquarell-, Porträt- und Miniaturmaler. Er war Mitbegründer der Royal Society of British Artists und ihr erster Präsident.

## Frühe Jahre

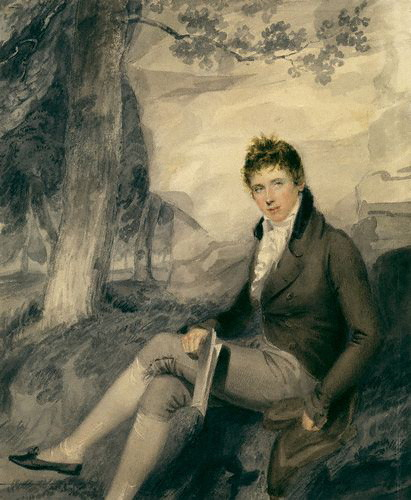
Henry John Temple, 3. Viscount Palmerston (1802) porträtiert von Thomas Heaphy

Thomas Heaphy wurde am 29. Dezember 1775 als Sohn der Eheleute John Gerrard Heaphy und seiner französischen Frau Katharine Gerard in der Gemeinde St Giles Cripplegate in London geboren. Einer Erzählung nach soll Heaphys Vater einer adeligen Familie entsprungen sein und seine Mutter einer Hugenotten-Familie, die das Seidenweberhandwerk in Spitalfields in London betrieb.
Heaphy zeigte sehr früh Interesse am Zeichnen, musste aber stattdessen eine Ausbildung als Färber absolvieren und arbeitete anschließend als Graveur. In seiner freien Zeit besuchte er eine von dem Maler John Boyne geleitete Zeichenschule nahe Queen Square in Bloomsbury, einem Stadtteil im London Borough of Camden.

## Familie
Im Jahr 1800 heiratete er Mary Stevenson, die Schwester eines Studienkollegen. Mit ihr hatte er zwei Söhne und drei Töchter. Zwei seiner Töchter, Mary Anne Musgrave und Elizabeth Murray, widmeten sich ebenfalls der Malerei, sein erster Sohn Thomas (Frank) Heaphy wurde Maler und sein zweiter Sohn Charles Heaphy wurde später als Zeichner, Maler, Soldat, Landvermesser und Forscher in Neuseeland sehr bekannt. Nach 1814 ließ sich die Familie in 8 St John’s Wood Road, nahe Regent’s Park in London nieder. 1820 starb Heaphys Frau. Später heiratete er erneut. Aus der Ehe mit Harriet Jane Mason gingen keine Kinder hervor.

## Karriere als Maler
Heaphy selbst stellte seine ersten anerkannten Arbeiten, zwei Porträts in Öl, 1797 in der Royal Academy of Arts aus, wechselte aber bald zur Aquarellmalerei, in der er mehr sein Talent und eine Zukunft sah. Er studierte an der 1769 in London gegründeten Royal Academy Schools, stellte seine Werke zwischen 1800 und 1804 in der Royal Academy of Arts aus und erhielt erste große Anerkennung 1804 für sein Werk "The Portland Fish-Girl". 1807 wurde er Mitglied der Water Colour Society. Weiteres Ansehen und Aufmerksamkeit erhielt er 1809 mit seinem Werk "Hastings Fisch Market".

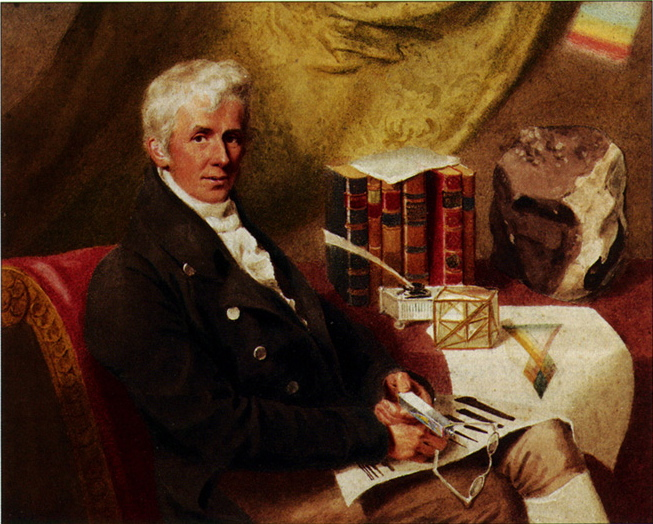
James Sowerby (1816) porträtiert von Thomas Heaphy

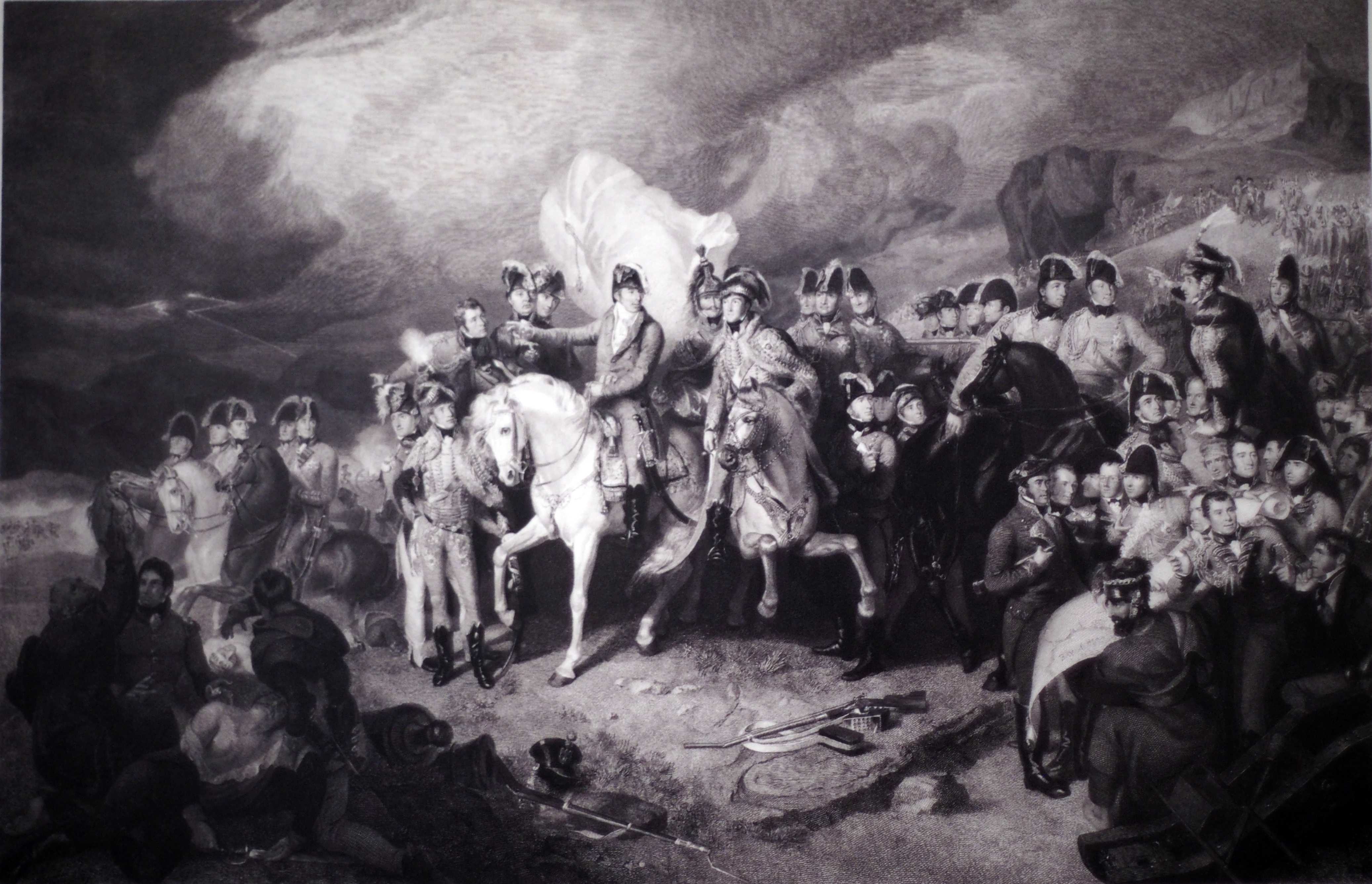
Kupferstich:Feldmarschall Herzog von Wellington in der Schlacht bei Waterloo

Danach wandte er sich wieder vermehrt der Porträtmalerei zu und porträtierte bekannte Persönlichkeiten wie Princess of Wales, Princess Charlotte, Prince Leopold und 1812 Arthur Wellesley, 1. Duke of Wellington, letzteren im britischen Camp während des Peninsular War (1807–1814) auf der Iberischen Halbinsel. Dort und später wieder zurück in England bekam er weitere Aufträge, britische Offiziere zu porträtieren.
1812 gab er seine Mitgliedschaft in der Water Colour Society auf, wohl auch da ihm die Porträtmalerei in Öl ein ausreichendes Einkommen und gesellschaftliche Anerkennung bescherte. 1823 gründete Heaphy zusammen mit anderen Künstlern die Royal Society of British Artists und wurde 1824 für ein Jahr ihr erster Präsident. Im selben Jahr stellte er neun seiner Werke in der ersten großen Ausstellung der neu gegründeten Gesellschaft aus. 1829 trat er wegen eines Zerwürfnisses wieder aus der Künstlervereinigung aus. 1831 reiste er nach Italien und widmete sich dort Werken alter Meister, die er zu Studienzwecken kopierte. Zurück in England malte er nur noch wenig. Er starb am 23. Oktober 1835 in seinem Haus und wurde auf dem Friedhof Bunhill Fields im Herzen von London beerdigt.
Bekannt wurde Heaphy auch vor allem durch seine Miniaturmalerei in Aquarelltechnik, die er zeit seines Lebens ausübte. Bekannt sind hier "Miniatur of a Lady" von 1803 und "Miniatur of an unknown man" von 1815. Aus einer Monographie von W. T. Whitley ist bekannt, dass Heaphy seine Porträts in Öl für 12 bis 15 Guineas verkaufte, 12 bis 40 Guineas für Aquarelle und 10 bis 50 Guineas für Miniaturen. Einzelne Bilder konnte er allerdings zu einem weit höheren Preis verkaufen. So soll das Bild "Hastings Fish Market" 1809 für 450 Guineas an die Tochter des Sammlers William Wells of Redleaf aus Kent verkauft worden sein.